# Caseres
Caseres – gmina w Hiszpanii, w prowincji Tarragona, w Katalonii, o powierzchni 42,75 km². W 2011 roku gmina liczyła 284 mieszkańców.